# Пирография
Пирографията (или още пирогравирането) е изкуство изпълнявано със свободна ръка за декориране на дърво или други материали със следи от изгаряния, получени в резултат на контролираното нанасяне на нагрят обект като ръжен.
Терминът на английски: pyrography означава „писане с огън“, от гръцки pur („огън“) и graphos („писане“). Може да се практикува с помощта на специализирани съвременни инструменти за пирография, или с помощта на метална техника, загрята в огън, или дори слънчева светлина, концентрирана с лупа. Пирографията датира от 17 век и е достигнала най-високия си стандарт през 19 век. В суровата си форма се ползва с ръжен.